# مجموعة دايون
مجموعة دايون (بالإنجليزية: Dayun Group)‏ هي تكتل صيني مقره في يونتشنغ، شانشي، الصين. عبر الشركات التابعة لها، تصنع الشاحنات الثقيلة والشاحنات الخفيفة والدراجات النارية والمحركات.